# Dimitar Mitow
Dimitar Wesselinow Mitow (bulgarisch Димитър Веселинов Митов, wiss. Transliteration Dimităr Veselinov Mitov; * 22. Januar 1997 in Kosloduj) ist ein bulgarischer Fußballtorhüter, der für den FC Aberdeen in der Scottish Premiership und die bulgarische Nationalmannschaft spielt.

## Karriere

### Verein
Dimitar Mitow wurde in Kosloduj, im Nordwesten von Bulgarien am Ufer der Donau geboren. In seiner Kindheit spielte er bei Chavdar Etropole und wechselte 2013 zu Charlton Athletic nach England. Er spielte für den Verein aus London auf U18-, U21- und U23-Ebene, spielte jedoch nicht in der ersten Mannschaft des Vereins. In den Spielzeiten 2015/16 und 2016/17 war er jeweils dritter Torhüter hinter Nick Pope und Stephen Henderson sowie Declan Rudd und Dillon Phillips. Im Februar 2015 war er kurzzeitig an den Canvey Island FC verliehen, für den er ein Spiel in der Isthmian League absolvierte.
Nachdem sein Vertrag mit Charlton ausgelaufen war, wechselte Mitow 2017 mit einem Zweijahresvertrag zum englischen Viertligisten Cambridge United. Am 8. August 2017 gab er sein Debüt bei einer 1:4-Niederlage im EFL Cup gegen die Bristol Rovers. Mitows erste Ligaspiele für Cambridge fanden an den letzten drei Spieltagen der Saison 2017/18 statt, als er gegen Morecambe, Newport County und Port Vale im Tor stand und David Forde ersetzte. Dabei blieb er zweimal ohne Gegentor. Am 16. Mai 2018 verlängerte er seinen Vertrag bei Cambridge United. In der neuen Saison hütete Mitow an den ersten drei Spieltagen das Tor von Cambridge, bevor er seinen Stammplatz wieder an Forde verlor. Ab Januar 2019 konnte sich Mitow diesen Platz zurückerobern. In der Saison 2019/20 war er Stammtorhüter. In der Aufstiegssaison 2020/21 wechselte sich Mitow mit Callum Burton ab. In den beiden folgenden Jahren in der dritten Liga war Mitow absoluter Stammtorhüter von Cambridge.
Am 14. Juli 2023 wechselte Mitow mit einem Zweijahresvertrag zum schottischen Erstligisten FC St. Johnstone. Als „Nummer 1“ absolvierte er alle 38 Ligaspiele und blieb achtmal ohne Gegentor in der Scottish Premiership. Durch seine gute Leistungen wurde der Ligakonkurrent aus Aberdeen auf Mitow aufmerksam und verpflichtete diesen für eine nicht genannte Ablösesumme mit einem Dreijahresvertrag.

### Nationalmannschaft
Im August 2012 debütierte Mitow in der bulgarischen U16-Nationalmannschaft gegen Russland. Im folgenden Jahr absolvierte er drei weitere Einsätze in dieser Altersklasse, davon zweimal als Mannschaftskapitän. Noch im selben Jahr gab der Torhüter auch sein Debüt in der U17 gegen die Ukraine. 2014 folgten drei Spiele für die U19, bis er in den folgenden Jahren ohne weitere Einsätze in den Jugendnationalmannschaften blieb. Im August 2023 wurde er von Cheftrainer Mladen Krstajić zum ersten Mal in die bulgarische A-Nationalmannschaft berufen, für ein Freundschaftsspiel gegen den Iran und ein Qualifikationsspiel zur Europameisterschaft 2024 gegen Montenegro. Am 7. September 2023 bestritt Mitow sein erstes Länderspiel und spielte bei der 0:1-Niederlage gegen den Iran die gesamten 90 Minuten.